# Decebalus
Decebalus (død 106), der regerede fra ca. år 87 til sin død, var den sidste konge af Dakien.
Decebalus kæmpede imod Romerriget i mange år i de Dakiske krige, men i 106 faldt hans hovedstad Sarmizegetuza og han begik selvmord.
Dakien blev provinsen Dacia og romerne anvendte krigsbyttet til at bygge Trajans forum.